# Coprosma crassifolia
Coprosma crassifolia là một loài thực vật có hoa trong họ Thiến thảo. Loài này được Colenso mô tả khoa học đầu tiên năm 1846.